# Grupo Luksic
Grupo Luksic es un consorcio empresarial chileno con la mayor fortuna de su país, que asciende a US$ 13 700 millones (2017). El grupo, propiedad de Iris Fontbona y la familia Luksić, controla un número importante de empresas líderes en áreas tan variadas como la minería, industria, finanzas, alimentos y telecomunicaciones.

## Historia
En Chile, los grupos económicos son posibles de detectar ya a comienzos del siglo XX, como lo ha estudiado Gonzalo Rojas Flores. En ese contexto, el grupo Luksic es relativamente tardío. Ricardo Lagos, por ejemplo, no lo incluyó en su obra publicada en 1962. Las primeras empresas de Andrónico Lukšić Abaroa datan de comienzos de la década de 1950 en la ciudad de Antofagasta, en el norte de Chile. Sus actividades iniciales se relacionaban con la industria de la minería, principalmente del cobre, el recurso natural más importante del país. Desde comienzos de la década de 1960 comenzó a tener intereses en diversas otras industrias, dando sus primeros pasos como Grupo Económico, aprovechando de este modo las oportunidades de crecimiento en sectores clave de la economía chilena, tales como procesamiento de metales, distribución de energía eléctrica, manufactura en general, transporte, agricultura, pesca, procesamiento de alimentos e industria forestal. 
Entre 1970 y 1973, cuando las actividades del sector privado en Chile se vieron restringidas, el Grupo Luksic se expandió hacia Argentina, Colombia y Brasil, participando en sectores tales como de manufactura de metales, agricultura y distribuidora de vehículos. Cuando las restricciones cesaron en Chile en 1974, el Grupo Luksic renovó su interés en el país, principalmente en el sector de minería. Durante los años recientes su expansión llevó a una diversificación en los sectores de telecomunicaciones, bancario, alimentos y bebidas, hoteles y ferrocarriles. 
En 1996 se reorganizó la estructura de propiedad del Grupo Luksic. Todas las inversiones financieras e industriales quedaron bajo el control de Quiñenco y las inversiones en minería y en ferrocarriles permanecieron bajo el control de Antofagasta plc. Esta nueva estructura simplificó el control dentro del Grupo Luksic y abrió las puertas de los mercados de capital para Quiñenco; en junio de 1997 logró colocar un aumento de capital por US$ 280 millones en las bolsas chilenas y de Nueva York (NYSE). En forma casi simultánea, Antofagasta plc siguió adelante con el proyecto minero Los Pelambres, actualmente una de las más grandes minas de cobre del mundo.
En 2005 Andrónico Luksić fallece, quedando el conglomerado bajo el control de su viuda Iris Fontbona y sus hijos.
El 6 de agosto de 2010, la Pontificia Universidad Católica de Chile anunció la venta del 67 % de Canal 13 al Grupo Luksic en 55 millones de dólares. En noviembre de 2017 se vendería el 33 % restante.

## Filiales

### Quiñenco

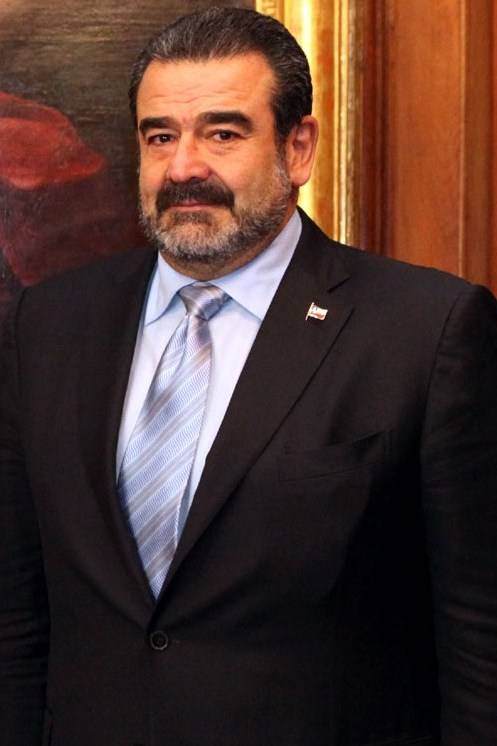
Andrónico Luksić Craig.

Quiñenco es la filial matriz del grupo Luksic, encargada de las operaciones industriales y financieras del grupo. Su presidente es Andrónico Luksić Craig. En los últimos años ha diversificado sus rubros, incluyendo inversiones en el área de transportes y telecomunicaciones.
- Banco de Chile (58,5%)[8]
- Compañía de Cervecerías Unidas (CCU) (66,1%)[8]
  - Compañía Cervecera Kunstmann (50,0% CCU)
  - Cervecería Austral (50,0% CCU)
  - Viña San Pedro Tarapacá
  - Compañía Pisquera de Chile
- Madeco (64,3%)[8]
- Habitaria (50,0%)[9]
- Compañía Sudamericana de Vapores (CSAV) (54,5%)[10]
- Empresa Nacional de Energía (ENEX) (100%)[9]
  - Shell Chile y Terpel Chile
- Plava Laguna (39,4%)[9]

Anteriormente, Quiñenco tuvo participación mayoritaria en empresas como Telefónica del Sur, Lucchetti Chile y Calaf.

### Antofagasta plc
El grupo Luksić es propietario del 65% de Antofagasta plc. El presidente del holding es Jean-Paul Luksić.
- Antofagasta Minerals, filial minera.[15]
  - Mina Los Pelambres (60,0%)[16]
  - Mina Antucoya (70,0%)
  - Mina Centinela (70,0%)
  - Mina Zaldívar (50,0%)
- Antofagasta Transport
  - Ferrocarril de Antofagasta a Bolivia (FCAB) (100%)[17]

Anteriormente, el grupo era propietario de Aguas Antofagasta, empresa que vendió en 2015 al grupo Empresas Públicas de Medellín (EPM).

### Inversiones TV Medios Ltda.
A mediados de 2010, Andrónico Luksic Craig adquirió el 67% de Canal 13, mediante un acuerdo con la Pontificia Universidad Católica de Chile para conformar una sociedad administradora del canal. La casa de estudios, por su parte, conservó el 33% de la propiedad de las acciones. Más tarde, en noviembre de 2017, el consorcio adquirió el control del 100% de Canal 13 S.A. a través de Inversiones TV Medios Ltda, (que incluye a su vez el consorcio radiofónico RDF Media).
| Nombre            | Tipo                    | Creación | Descripción |
| ----------------- | ----------------------- | -------- | --- |
| Canal 13          | Televisión abierta      | 1959     | Señal abierta que emite a nivel nacional. En algunas zonas tiene cobertura análoga con señal estándar y en otras digital con señal en alta definición.                                                                                             |
| T13 En Vivo       | Televisión por internet | 2016     | Señal de noticias de Teletrece, sucesor de Tele13 Online (2008-2011). Retransmitido para la Televisión digital terrestre en Chile a través de Canal 13.2 entre 2018 y 2022. En 2023 regresa a la TDT como señal propia.                            |
| T13 En Vivo       | Televisión abierta      | 2023     | Señal de noticias de Teletrece, sucesor de Tele13 Online (2008-2011). Retransmitido para la Televisión digital terrestre en Chile a través de Canal 13.2 entre 2018 y 2022. En 2023 regresa a la TDT como señal propia.                            |
| 13C               | Televisión por cable    | 1995     | Comenzó a transmitir en agosto de 1995 y en 1999 es relanzado como Canal 13 Cable. Su programación es reenfocada a producciones culturales, programas de tecnología, tendencias, viajes y gastronomía. En 2008, es nuevamente renombrado como 13C. |
| Rec TV            | Televisión por cable    | 2014     | Su programación se basa en los archivos de Canal 13, desde telenovelas clásicas hasta programas de décadas pasadas. |
| 13i               | Televisión por cable    | 2014     | Señal internacional de Canal 13. Sucesora de UCTV Señal Internacional (1995-2001). |
| 13 Teleseries     | Televisión por internet | 2021     | Señal por internet enfocada a teleseries históricas de la estación, disponible desde la aplicación 13Go. |
| 13 Cultura        | Televisión por internet | 2022     | Señal por internet enfocada a programas culturales históricos de la estación, disponible desde la aplicación 13Go. |
| 13 Realities      | Televisión por internet | 2023     | Señal por internet enfocada a realities históricos de la estación, disponible desde la aplicación 13Go. |
| RDF Media         |                         |          | |
| Play FM           | Radioemisora            | 2006     | La emisora está dirigida al género femenino contemporáneo entre 25 y 44 años de edad, perteneciente al estrato social ABC1 y C2. |
| Sonar FM          | Radioemisora            | 2009     | Su programación se centra en la música rock de la década de 1970, 1980 y 1990, y se dirige a un público adulto joven. |
| Radio 13c         | Radioemisora            | 1999     | Pop adulto/Adulto Joven. Adquirida en 2013. |
| Tele13 Radio      | Radioemisora            | 2015     | Tiene un enfoque informativo, tomando su nombre del noticiario de Canal 13, Tele13. |
| Emisor Podcasting | Plataforma de podcasts  | 2019     | Plataforma de distribución de podcasts. |

## Fortuna
El grupo Luksic aparece desde 2008 en la lista de los personajes y grupos económicos más ricos del mundo que anualmente realiza la revista Forbes.
| Año  | Fortuna              | #     |
| ---- | -------------------- | ----- |
| 2008 | USD 10 000 millones  | 77.º  |
| 2009 | USD 6 000 millones   | 76.º  |
| 2010 | USD 11 000 millones  | 52.º  |
| 2011 | USD 19 200 millones  | 27º   |
| 2012 | USD 17 800 millones  | 33º   |
| 2013 | USD 17 400 millones  | 35º   |
| 2014 | USD 13 800 millones) | 83.º  |
| 2015 | USD 13 500 millones  | 82.º  |
| 2016 | USD 10 100 millones  | 101.º |
| 2017 | USD 13 700 millones  | 84.º  |
| 2018 | USD 16.300 millones  | 80°   |

## Controversias
Tras el escándalo bautizado «Caso Caval» y «Nueragate», que involucra a Natalia Compagnon, cónyuge de Sebastián Dávalos y nuera de la expresidenta Michelle Bachelet, la prensa ha informado que este grupo económico ha tenido y posee diversas conexiones con personeros de la Nueva Mayoría, el bloque oficialista de gobierno, y de su antecesor, la Concertación.